# Alberto Del Bono (tennista)
Alberto Del Bono (Buenos Aires, 28 dicembre 1906 – Coloreto, 10 agosto 1998) è stato un tennista italiano.

## Biografia
Discendente da una nobile famiglia Parmigiana e da non confondere con l'illustre zio, suo omonimo, l'ammiraglio Alberto del Bono, il Conte Del Bono è stato due volte campione nazionale di doppio. Nel 1929 fu campione di singolare agli Internazionali di Tennis di Baviera. Ha giocato la Coppa Davis per l'Italia tra il 1929 e il 1932 principalmente come giocatore di doppio, ottenendo quattro vittorie. Nel suo unico singolare fu battuto in quattro set da Gottfried von Cramm nel 1932. Il padre Angelo alla fine del XIX secolo si trasferì da Parma a Buenos Aires. Crebbe in Sudamerica fino all'ottavo anno d'età, quando i genitori tornarono in Italia, a Roma. Gli rimase il soprannome Tito, da Albertito. A Roma frequentò il liceo e poi l'Università, vivendo gli inverni a Roma e le estati a Parma, tra le mura della villa di famiglia di Coloreto. Si iscrisse ad Agraria, senza poi concludere gli studi.   

## Carriera
Cominciò a giocare a tennis a sedici anni, a Roma: autodidatta, giocò prima per una parrocchia e quindi al circolo Parioli. A diciannove anni era già prima categoria, partecipando a tornei con atleti quali Borotra, Lacoste, Cochet, De Morpurgo, Tilden, Gaslini, Hopman. Cominciò a fare la spola tra Roma e Parma, dove si fece costruire un campo privato. Dal 1929 al 1932 fu nazionale di Coppa Davis, costituendo un doppio fortissimo con De Morpurgo e disputando complessivamente nove incontri (otto doppi e un singolare, perso contro von Cramm nella finale della zona europea Italia-Germania, vinta dai Tedeschi nel 1932). Nel 1927 vinse il Campionato nazionale universitario, nel 1928 il Campionato italiano di doppio con Deminerbi, nel 1929 vinse gli Internazionali di Tennis di Baviera nel singolare alla prima edizione, nel 1930 agli Internazionali di Francia al Roland Garros giunse in semifinale in doppio con De Morpurgo (partita persa al quinto set contro Borotra-Lacoste), nel 1931 vinse il Campionato internazionale d'Olanda di doppio con Timmer, gli Internazionali d'Italia con Hughes e il Campionato del Belgio con Perry, nel 1932 il Torneo internazionale di Vienna di singolare (contro Manolo Alonzo), il Torneo internazionale di Evian di doppio con Brugnon e nel 1934 il Campionato italiano di doppio con Cesura. Nel dopoguerra un'altra passione prese Del Bono: l'automobilismo. Partecipò a quattro Mille Miglia, in alcune edizioni con il fratello Carlo come navigatore, e a diverse gare cittadine. Inoltre venne eletto presidente del Lawn tennis italiano.  

## Vita privata
Nel 1936 si sposò con la principessa Giovanna Meli Lupi di Soragna, ebbe tre figli, una dei quali è Eurilla Del Bono, sposata con il noto attore Giancarlo Giannini.

## Coppa Davis

### Singolare
1 partita: 0 vittorie - 1 sconfitta

### Doppio
8 partite: 4 vittoria - 4 sconfitte

### Statistiche
Vittorie in singolare: 0%
Vittorie in doppio: 50%
Vittorie totali: 44%